# Мурзай, Галина Николаевна
Галина Николаевна Мурзай (род. 1943) — советская и украинская певица и педагог, Народная артистка Украинской ССР (1978).

## Биография
Родилась 4 августа 1943 года в селе Лантратовка Ворошиловградской области, ныне Луганская область (оккупирована самопровозглашенной Луганской Народной Республикой) в семье украинки и узбека. Мать всю жизнь работала дояркой, отец пропал без вести в боях за освобождение Харькова от фашистов.  
После окончания школы решила поступать в Луганское музыкальное училище, но из-за несформировавшегося голоса принята не была. Поступила в Рубежанское строительное училище обучаться на штукатура-маляра, по его окончании работала на стройке маляром-отделочником. Из-за трудных условий работы на открытом воздухе часто болела и решила сменить свою специальность — пошла учиться на монтажника радиоэлектронной аппаратуры в одно из Северодонецких училищ (ныне Северодонецкий профессиональный лицей). Участвовала в художественной самодеятельности, выступала в Северодонецком Доме культуры химиков. В 1971 г. стала лауреатом IV Всесоюзного конкурса артистов эстрады, где заняла 3 место, а Лев Лещенко – 2-е. 
Затем окончила Ворошиловградский педагогический институт (ныне Луганский национальный педагогический университет им. Т. Г. Шевченко). Брала уроки вокала в Москве у известной певицы и педагога Ирмы Яунзем.
В филармонии познакомилась и в 1970 году вышла замуж за Виктора Владимировича Острицова (родом из Севастополя, тенор, ученик Георгия Виноградова). 
В течение 33 лет, с 1968 по 2001 год Галина Мурзай была солисткой-вокалисткой Луганской областной филармонии. Одновременно в 1974—1976 годах являлась солисткой и художественным руководителем камерного ансамбля народных инструментов «Русь». Исполнительница русских и украинских народных песен, она посетила с гастролями около тридцати стран мира, в числе которых — Германия, Болгария, Польша, Румыния, Монголия, Франция, Дания, Исландия, Голландия, страны Латинской Америки.
Окончив карьеру певицы, занялась педагогической деятельностью. С 1 октября 2005 года работает на кафедре пения и дирижирования Института культуры и искусств Луганского национального университета имени Тараса Шевченко, профессор. Является автором ряда учебно-методических пособий. Выступает в качестве председателя и члена жюри многих престижных фестивалей и конкурсов вокально-хорового искусства различного уровня. В 2001 стала членом Социалистической партии Украины, но подверглась давлению  со стороны властей и была вынуждена на 2 года уехать в Крым. В 2014 году оказалась на оккупированной территории (ЛНР) и постепенно смогла перебраться к дочери в Киев.

## Награды и звания
- Народная артистка Украинской ССР (1978)[5]
- Заслуженная артистка Украинской ССР (1973)
- Благодарность Министра культуры Российской Федерации (4 сентября 2003) — за многолетнюю творческую деятельность и большой личный вклад в пропаганду русской культуры и искусства[6]
- Лауреат республиканского конкурса им. «Молодой гвардии» (Краснодон, 1969), Всесоюзных конкурсов комсомольской песни им. «Молодой гвардии» (Москва, 1971, 1973).
- В 1972 году певице была присуждена областная премия им. Молодой гвардии.